# Championnats de France de cyclisme sur piste 2024
Navigation
2023 2025
Les Championnats de France de cyclisme sur piste 2024 se déroulent du 4 au 7 janvier sur le Vélodrome de Saint-Quentin-en-Yvelines.
Les championnats des catégories jeunes sont prévus sur le vélodrome de Bretagne à Loudéac du 30 octobre au 3 novembre.

## Faits marquants
Malade mais meilleure temps des qualifications de la vitesse, Mathilde Gros déclare finalement forfait pour le reste de la compétition.

## Résultats

### Hommes
| Compétitions                            | Or                                                                                  | Argent                                                                                                | Bronze                                                                                             |
| --------------------------------------- | ----------------------------------------------------------------------------------- | --- | -------------------------------------------------------------------------------------------------- |
| Épreuves élites                         |                                                                                     | | |
| Kilomètre                               | Tom Derache                                                                         | Quentin Caleyron                                                                                      | Luca Priore                                                                                        |
| Keirin                                  | Tom Derache                                                                         | Rayan Helal                                                                                           | Melvin Landerneau                                                                                  |
| Vitesse                                 | Rayan Helal                                                                         | Tom Derache                                                                                           | Luca Priore                                                                                        |
| Poursuite                               | Benjamin Thomas                                                                     | Corentin Ermenault                                                                                    | Thomas Denis                                                                                       |
| Poursuite par équipes                   | Normandie- Corentin Ermenault - Adrien Garel - Louis Pijourlet - Clément Petit      | Hauts-de-France- Maël Zahem - Thomas Boudat - Théo Bracke - Valentin Tabellion                        | Occitanie- Benjamin Thomas - Yann Velna - Dorian Carreau - Jonathan Lebreton - Mathieu Dupé        |
| Course aux points                       | Oscar Nilsson-Julien                                                                | Grégory Pouvreault                                                                                    | Louis Pijourlet                                                                                    |
| Américaine                              | VC Roubaix Lille Métropole- Thomas Boudat - Valentin Tabellion                      | Île-de-France- Donavan Grondin - Quentin Lafargue                                                     | Laval Cyclisme 53- Erwan Besnier - Florian Maître                                                  |
| Omnium                                  | Valentin Tabellion                                                                  | Oscar Nilsson-Julien                                                                                  | Benjamin Thomas                                                                                    |
| Épreuves juniors                        |                                                                                     | | |
| Kilomètre                               | Etienne Oliviero                                                                    | Matthias Sylvanise                                                                                    | Hervé Salaün                                                                                       |
| Keirin                                  | Etienne Oliviero                                                                    | Matthias Sylvanise                                                                                    | Nicolas Laugier                                                                                    |
| Vitesse                                 | Etienne Oliviero                                                                    | Matthias Sylvanise                                                                                    | Hervé Salaün                                                                                       |
| Vitesse par équipes (cadets et juniors) | Bretagne- Nahel Belhadj - Rafe Cushway - Tristan Favennec - Etienne Oliviero        | La Réunion- Jérémy Boyer - Nicolas Laugier - Louis Fuhrmann                                           | Auvergne-Rhône-Alpes- Julian Merlin - Adrien Place - Jules Friot                                   |
| Poursuite                               | Camille Charret                                                                     | Ellande Larronde                                                                                      | Luc Royer                                                                                          |
| Poursuite par équipes                   | Auvergne-Rhône-Alpes- Jules Friot - Camille Charret - Nathan Marcoux - Adrien Place | Bretagne- Hugo Dalla Torre Joulkva - Quentin Kerouedan - Théo Paris - Luc Royer - Augustin Le Galudec | Occitanie- Christophe Brioux - Adrien Maury - Mathias Poczernin - Samuel Serres - Maël Hanse Bigot |
| Course aux points                       | Mathéo Colbe                                                                        | Alix Brissaire                                                                                        | Quentin Kerouedan                                                                                  |
| Américaine                              | Occitanie- Christophe Brioux - Adrien Maury                                         | Nouvelle-Aquitaine- Ellande Larronde - Adrien Sage                                                    | Auvergne-Rhône-Alpes- Nathan Marcoux - Adrien Place                                                |
| Omnium                                  | Ellande Larronde                                                                    | Camille Charret                                                                                       | Alix Brissaire                                                                                     |
| Élimination                             | Lucas Menanteau                                                                     | Jules Friot                                                                                           | Mathéo Colbe                                                                                       |

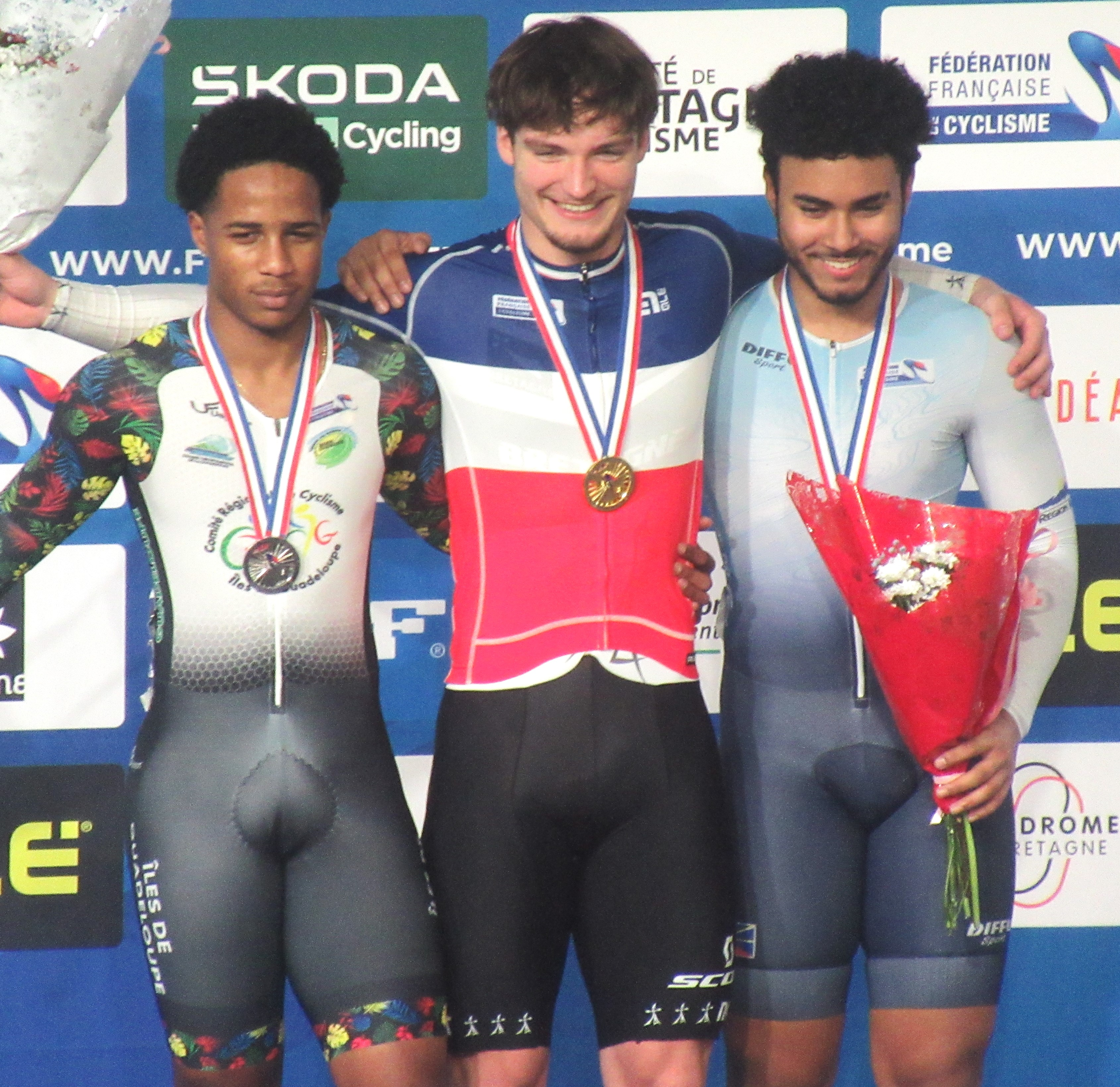
Podium du keirin juniors (U19).
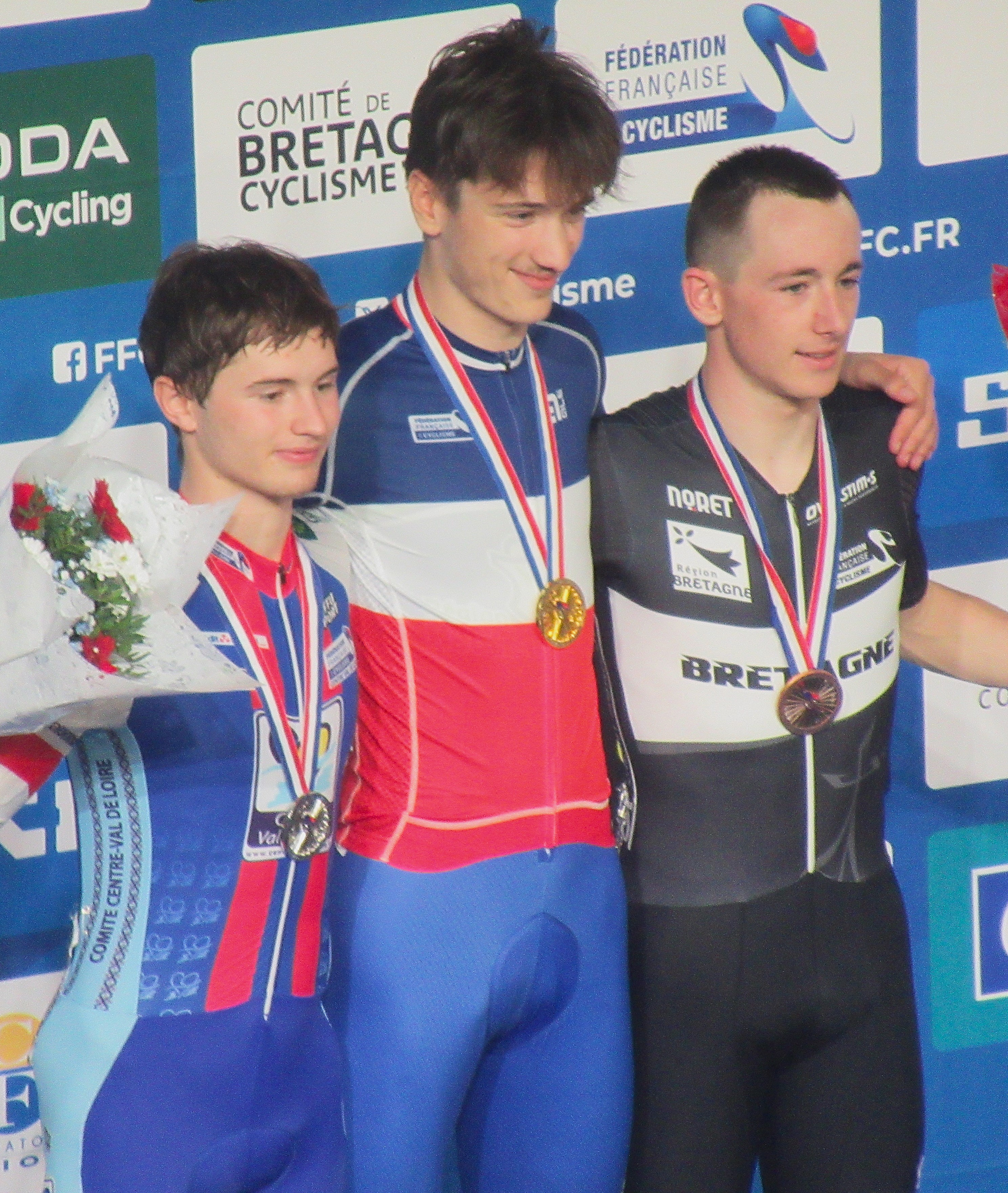
Podium de la course aux points juniors (U19).
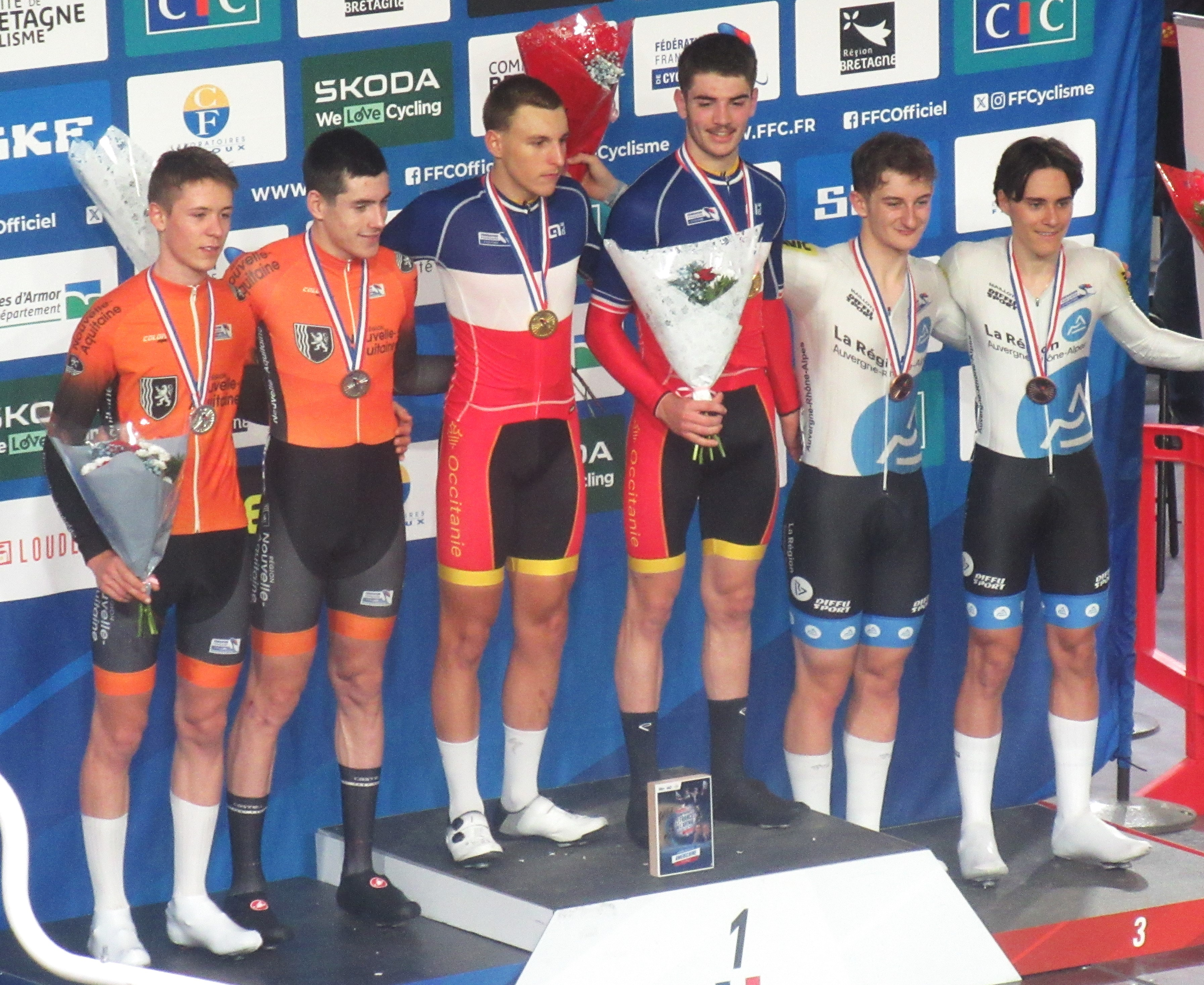
Podium de l'américaine juniors (U19).
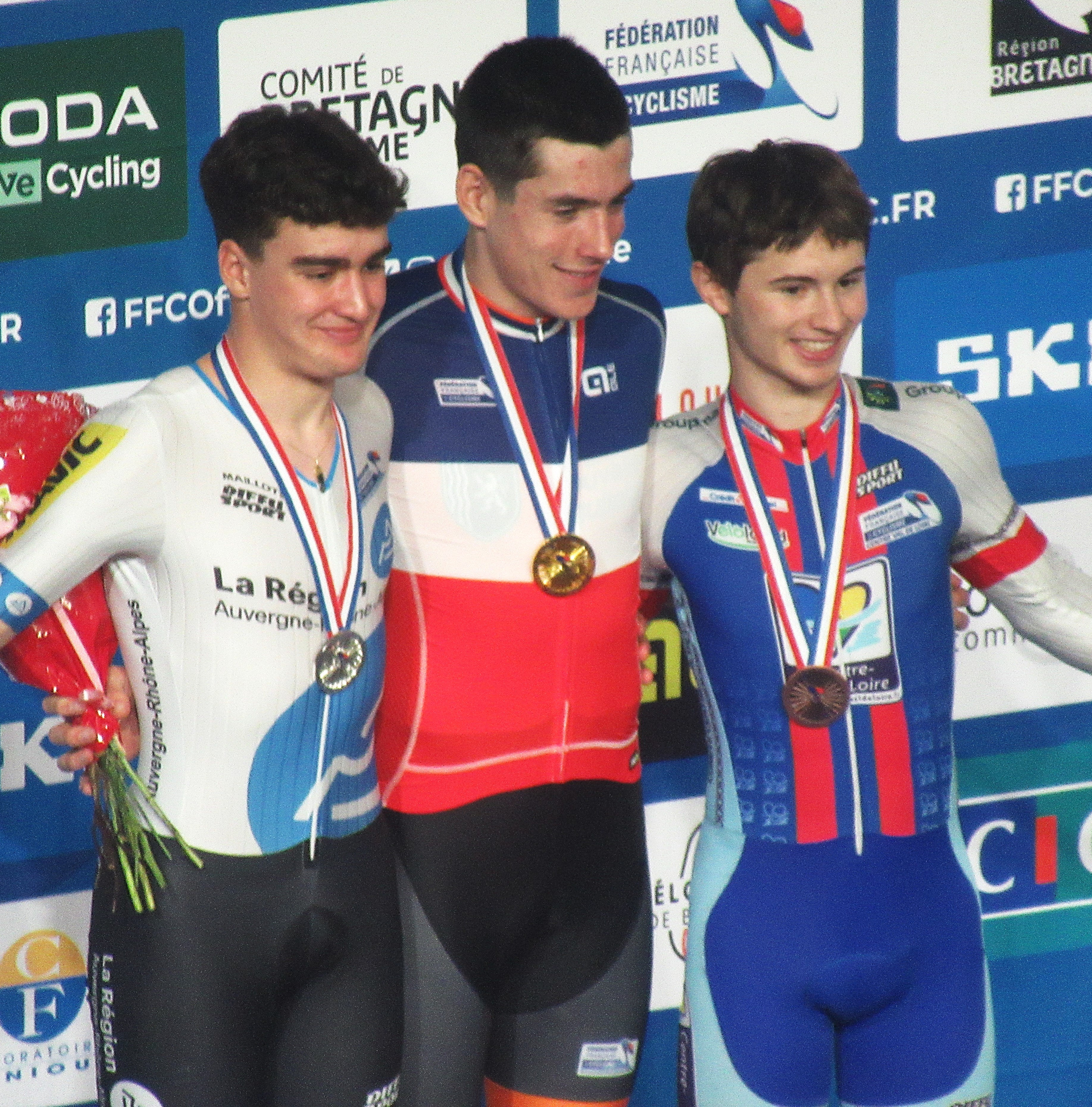
Podium de l'omnium juniors (U19).

### Femmes
| Compétitions                              | Or                                                                                  | Argent                                                                             | Bronze                                                                                     |
| ----------------------------------------- | ----------------------------------------------------------------------------------- | ---------------------------------------------------------------------------------- | ------------------------------------------------------------------------------------------ |
| Épreuves élites                           |                                                                                     |                                                                                    |                                                                                            |
| 500 mètres                                | Taky Marie-Divine Kouamé                                                            | Julie Michaux                                                                      | Marie Louisa Drouode                                                                       |
| Keirin                                    | Taky Marie-Divine Kouamé                                                            | Marie Louisa Drouode                                                               | Lilou Ledeme                                                                               |
| Vitesse                                   | Taky Marie-Divine Kouamé                                                            | Marie Louisa Drouode                                                               | Julie Michaux                                                                              |
| Poursuite                                 | Marion Borras                                                                       | Valentine Fortin                                                                   | Victoire Berteau                                                                           |
| Poursuite par équipes                     | Île-de-France- Clara Copponi - Valentine Fortin - Marie Patouillet - Lara Lallemant | Bretagne- Clémence Chéreau - Marie-Morgane Le Deunff - Ilona Rouat - Maylis Sarron | Sprinteur Club Féminin- Laura Guégan - Claire Cassier - Constance Marchand - Léonie Mahieu |
| Course aux points                         | Constance Marchand                                                                  | Léane Tabu                                                                         | Clémence Chéreau                                                                           |
| Américaine                                | Cofidis- Victoire Berteau - Valentine Fortin                                        | Auvergne-Rhône-Alpes- Marion Borras - Violette Demay                               | Île-de-France- Clara Copponi - Lara Lallemant                                              |
| Omnium                                    | Clara Copponi                                                                       | Valentine Fortin                                                                   | Victoire Berteau                                                                           |
| Épreuves juniors                          |                                                                                     |                                                                                    |                                                                                            |
| 500 mètres                                | Lilou Ledeme                                                                        | Flavie Michaud                                                                     | Eva Philippe                                                                               |
| Keirin                                    | Elina Cabot                                                                         | Flavie Michaud                                                                     | Eva Philippe                                                                               |
| Vitesse                                   | Lilou Ledeme                                                                        | Flavie Michaud                                                                     | Lisa Guillet                                                                               |
| Vitesse par équipes (cadettes et juniors) | Île-de-France- Manon Leclerc - Lisa Guillet - Lilou Ledeme                          | Bretagne- Jessica Rouat - Eva Philippe - Ilona Rouat                               | Bretagne- Pauline Jaffre - Iléna Simon - Léonie Jaffre                                     |
| Poursuite                                 | Mélanie Dupin                                                                       | Elina Cabot                                                                        | Léane Tabu                                                                                 |
| Course aux points                         | Mélanie Dupin                                                                       | Violette Demay                                                                     | Elina Cabot                                                                                |
| Américaine                                | Auvergne-Rhône-Alpes- Lana Cufi - Violette Demay                                    | Bretagne- Eva Philippe - Ilona Rouat                                               | Centre-Val de Loire- Ainhoa Gauthier - Léane Tabu                                          |
| Omnium                                    | Léane Tabu                                                                          | Violette Demay                                                                     | Mélanie Dupin                                                                              |
| Élimination                               | Léane Tabu                                                                          | Ilona Rouat                                                                        | Violette Demay                                                                             |

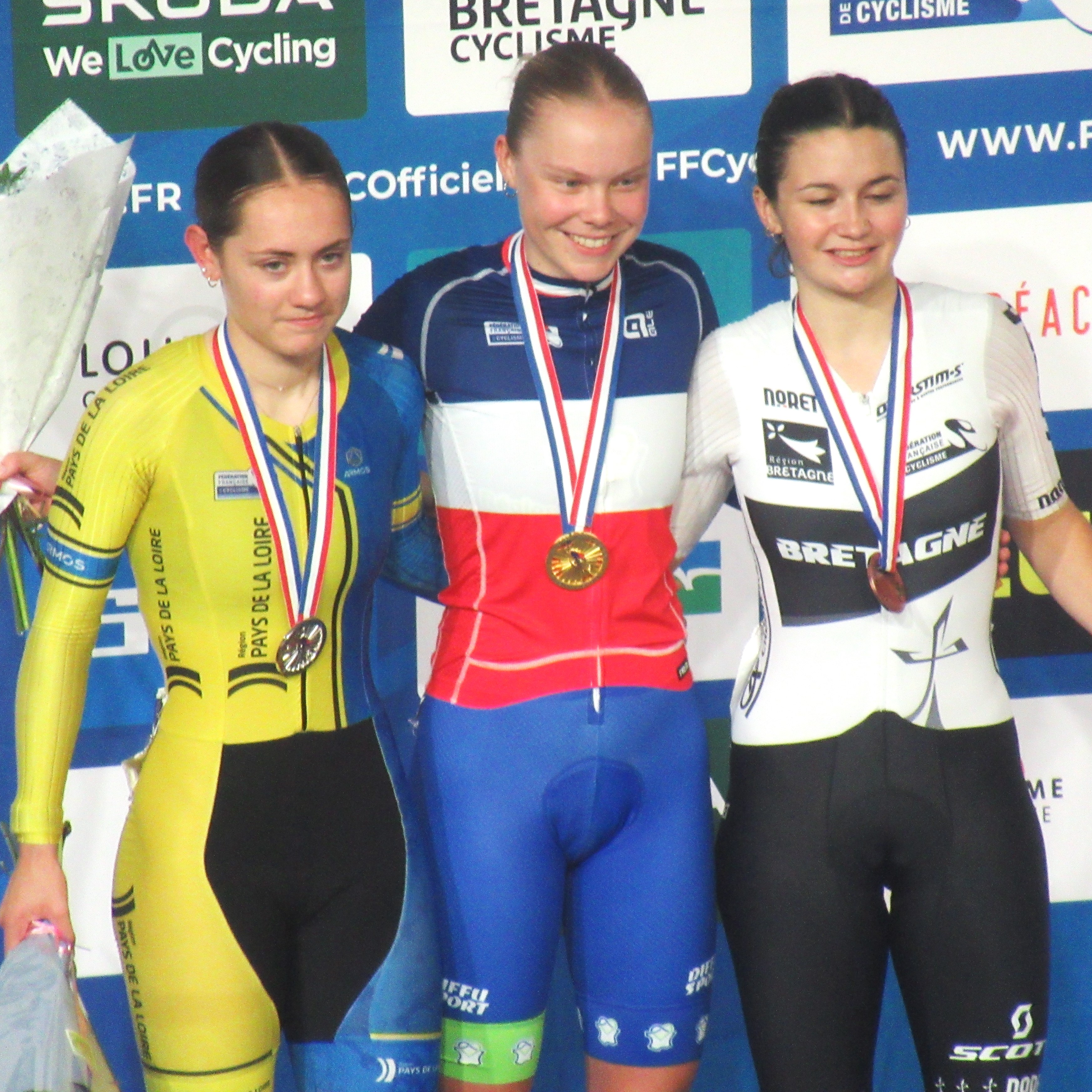
Podium du keirin juniors (U19).
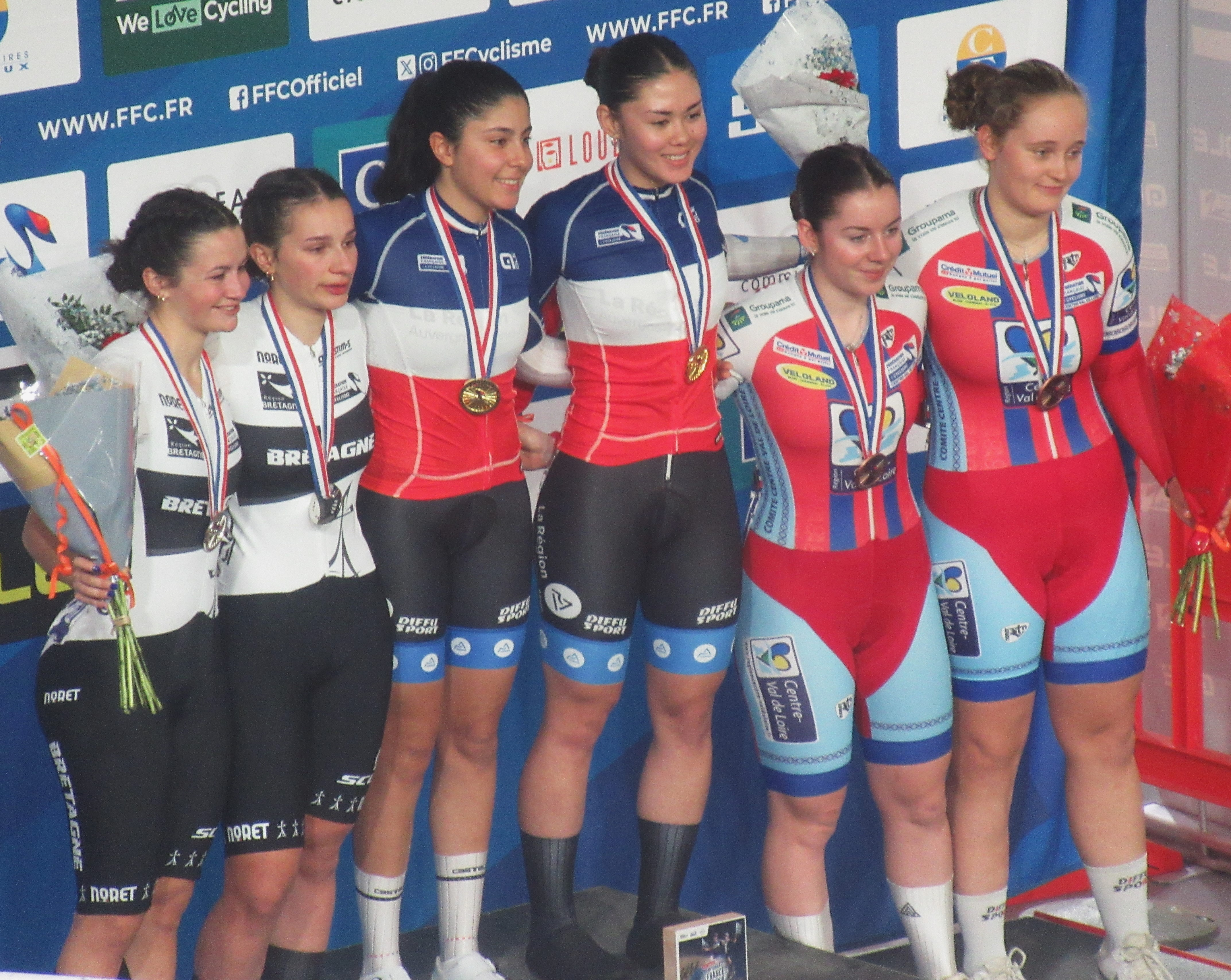
Podium de l'américaine juniors (U19).
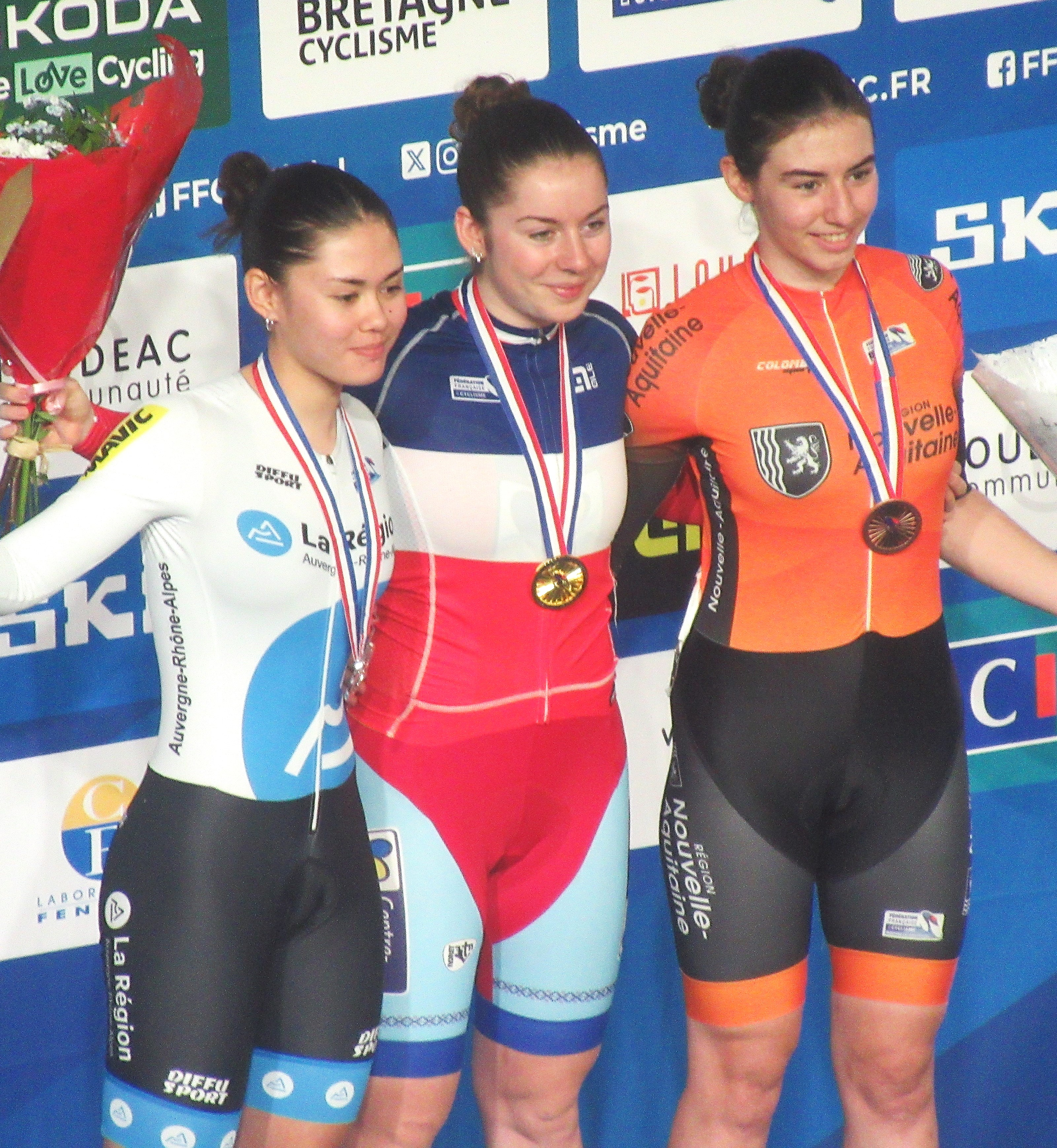
Podium de l'omnium juniors (U19).
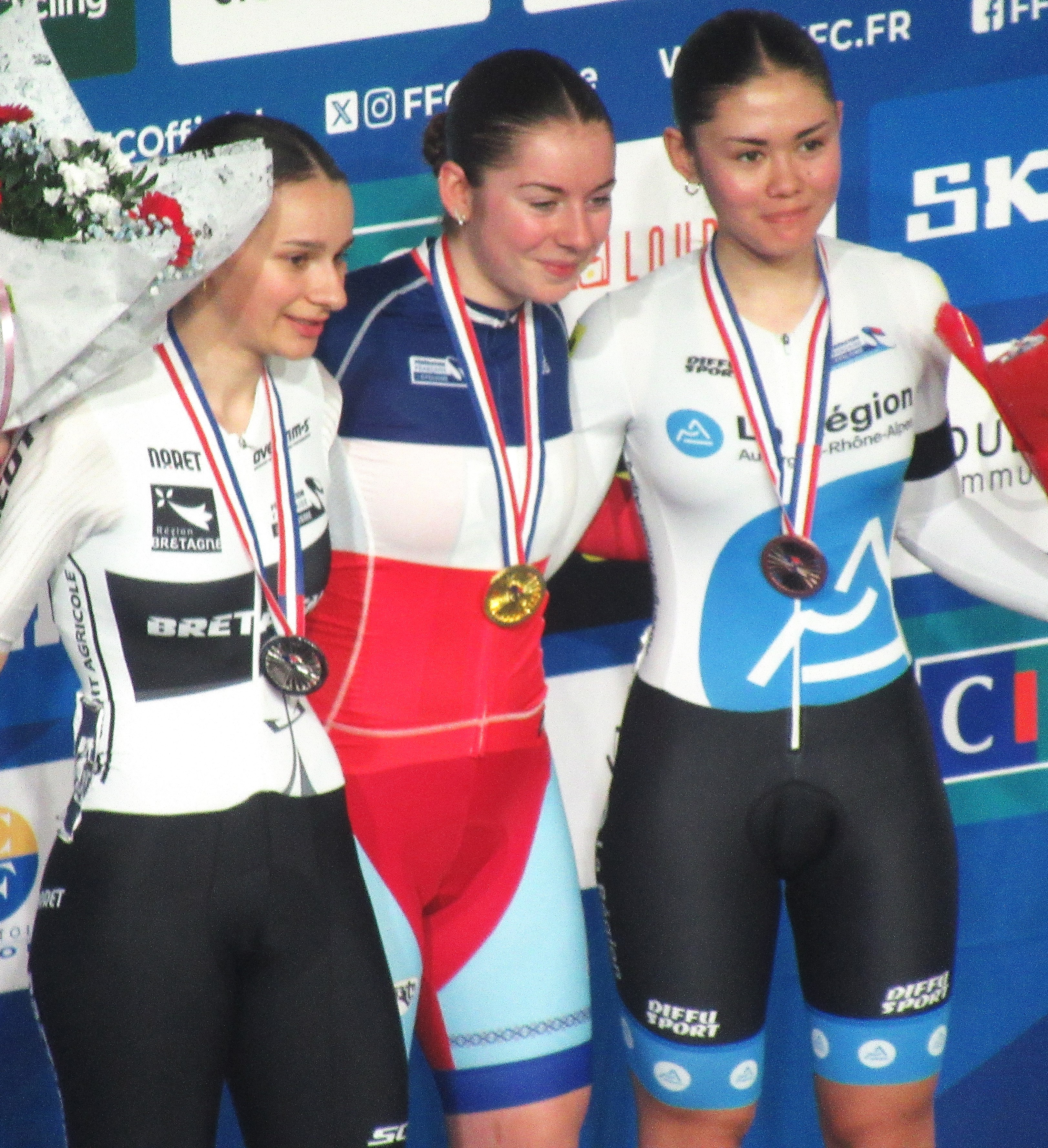
Podium de la course à l'élimination juniors (U19).